# Семеняко, Евгений Васильевич
Президент Федеральной палаты адвокатов с 2003 по 2015 годы. С 2015 года первый вице-президент Федеральной палаты адвокатов. Президент Адвокатской палаты Санкт-Петербурга с 26 ноября 2002 года по ноябрь 2014 и с декабря 2015 по настоящее время. Доктор юридических наук.

## Биография
Родился 21 сентября 1947 г. (8 ноября 1947 г.) в станице Варениковская Анапского района Краснодарского края.
С 1975 по 1978 г. — адвокат в Ленинградской городской коллегии адвокатов
С 1978 по 1983 год — судья Ленинградского городского суда. В 1981 году участвовал в качестве председательствующего кассационной коллегии Ленинградского городского суда при рассмотрении жалоб на приговор в отношении Евгения Пригожина и других осужденных, проходивших вместе с ним по одному делу. Обвинительный приговор был оставлен без изменения.
С 1990 г. — член Президиума Ленинградской городской коллегии адвокатов.
С декабря 1992 г. является президентом (ранее — председателем президиума) Санкт-Петербургской городской коллегии адвокатов.
26 ноября 2002 г. избран президентом Адвокатской палаты Санкт-Петербурга.
В 2003 г. избран президентом Федеральной палаты адвокатов Российской Федерации, как предполагают, при поддержке тогдашнего заместителя руководителя Администрации президента Дмитрия Козака.
С 2005 г. является председателем Научно-консультативного совета при Федеральной палате адвокатов РФ.
В 2014—2016 гг. входил в состав Общественной палаты Российской Федерации.

## Награды
Награжден орденом Русской Православной Церкви Преподобного Сергия Радонежского III степени, орденом ФПА РФ «За верность адвокатскому долгу», золотой медалью им. Ф. Н. Плевако, медалями А. Кони, «200-летие Минюста России», дипломом Законодательного Собрания Санкт-Петербурга. Лауреат Высшей юридической премией «Фемида».
Заслуженный юрист Российской Федерации.

## Отношение к событиям на Украине
В феврале 2022 года Е. В. Семеняко был указан в числе подписантов появившегося на сайте Федеральной палаты адвокатов (ФПА) обращения с призывом прекратить военные действия на Украине и начать мирные переговоры. Впоследствии обращение исчезло с сайта ФПА. Также Е. В. Семеняко указан в числе других членов Совета Адвокатской палаты Санкт-Петербурга — подписантов размещенного на сайте Адвокатской палаты Санкт-Петербурга обращения с призывом сесть за стол переговоров и прекратить военные действия. Впоследствии с сайта Адвокатской палаты данное обращение было также удалено.

## В адвокатуре
Считается одним из идейных вдохновителей и разработчиков действующего закона «Об адвокатской деятельности и адвокатуре в Российской Федерации» от 31.05.2002 № 63-ФЗ, заложившего концепцию современного регулирования адвокатской деятельности. Закон часто критиковали за то, что он фактически создал предпосылки неограниченной власти президентов региональных адвокатских палат и лишил адвокатов возможности напрямую избирать высший исполнительный орган адвокатской палаты — совет палаты. Так, длительное время члены совета палат выбирались на собраниях (конференциях) адвокатов из списка, предложенного самим президентом палаты. В свою очередь, избранные таким образом по предложению президента челны совета палат выбирали президентов палат. В результате сложилась практика многолетнего занятия одними и теми же президентами палат своих должностей. Вместе с тем, разработанный с участием Е. В. Семеняко закон также расширил возможности саморегулирования адвокатской корпорации: адвокатура получила право самостоятельного приема экзаменов у соискателей адвокатского статуса, право самостоятельного (без вмешательства судебных и иных органов) наказания адвокатов (включая лишение статуса), совершивших дисциплинарные проступки, и право самостоятельного принятия обязательных норм внутрикорпоративной этики.
В связи с дисциплинарным преследованием известного петербургского адвоката Ивана Павлова, впоследствии признанного властями России иностранным агентом, Е. В. Семеняко выступил с публичной критикой коллеги, высказав тому упреки в пиаре и нарушении принципов корпоративности, а также усомнившись в возможности защиты адвокатом Павловым журналиста Ивана Сафронова . Совет адвокатской палаты под председательством Евгения Семеняко приостановил адвокатский статус адвоката Павлова и вынес ему предупреждение. Вместе с тем, ограничился беседой в отношении петербургской адвокатессы, публично усомнившейся в невиновности журналиста Ивана Голунова, необоснованно обвиненного в хранении наркотических средств.
Активно продвигал концепцию адвокатской монополии в виде запрета участвовать в судебных заседаниях лицам, не имеющим профессионального правового статуса (в том числе, адвокатского).
Е. В. Семеняко одним из инициаторов введения в Петербурге трехлетнего моратория на ведение адвокатом уголовных дел по назначению (в порядке статьи 51 УПК РФ) для бывших сотрудников правоохранительных органов, вновь принятых в адвокатуру.

## Претензии к финансово-хозяйственной и управленческой деятельности
В 2023 отчетно-выборная конференция Адвокатской палаты Санкт-Петербурга отказалась утверждать отчет ревизионной комиссии о финансовой деятельности Адвокатской палаты Санкт-Петербурга под управлением Е. В. Семеняко за 2022 год.
В особом мнении члена Ревизионной комиссии, опубликованном в открытом телеграмм-канале комиссии, указывалось на заключенный с Евгением Семеняко договор о правовой помощи возглавляемой им палате с ежемесячной оплатой сверх утвержденного должностного оклада. Также указывалось на отсутствие подтверждающих документов по исполнению Е. В. Семеняко данного договора. Также в особом мнении говорилось об отсутствии в бухгалтерии палаты решений Совета палаты о сверхсметных расходах, в том числе, в интересах возглавляемого сыном Евгения Семеняко Института адвокатуры.
В сентябре 2022 года вице-президентом Адвокатской палатой Санкт-Петербурга Ю. М. Новолодским заявлялось о фактической неподконтрольности Совету Адвокатской палаты Санкт-Петербурга, учрежденного Адвокатской палатой Института адвокатуры, который возглавил сын Евгения Семеняко; также сообщалось о фактах покрывательства адвоката, совершившего серьезный этический проступок, в рамках дисциплинарного производства в палате. Звучали в адрес Евгения Семеняко и упреки в единоличном, в обход Совета, «царском» стиле управления Адвокатской палатой.
31 июля 2023 года на фоне указанных событий досрочно покинул пост президента Адвокатской палаты Санкт-Петербурга. Вместо него президентом палаты избран Вячеслав Тенишев.